# K2-18
K2-18，也稱為EPIC 201912552，是一顆紅矮星，已知有兩顆行星，距離地球124光年（38秒差距），位於獅子座。
K2-18的名字來自K2任務，該任務在兩個反作用輪發生故障後延長了開普勒太空望遠鏡的任務。

## 外部連結
- NASA says distant planet could hold life after they spot signs of rare water ocean - MSN News